# Burgstraße 30 (Runkel)

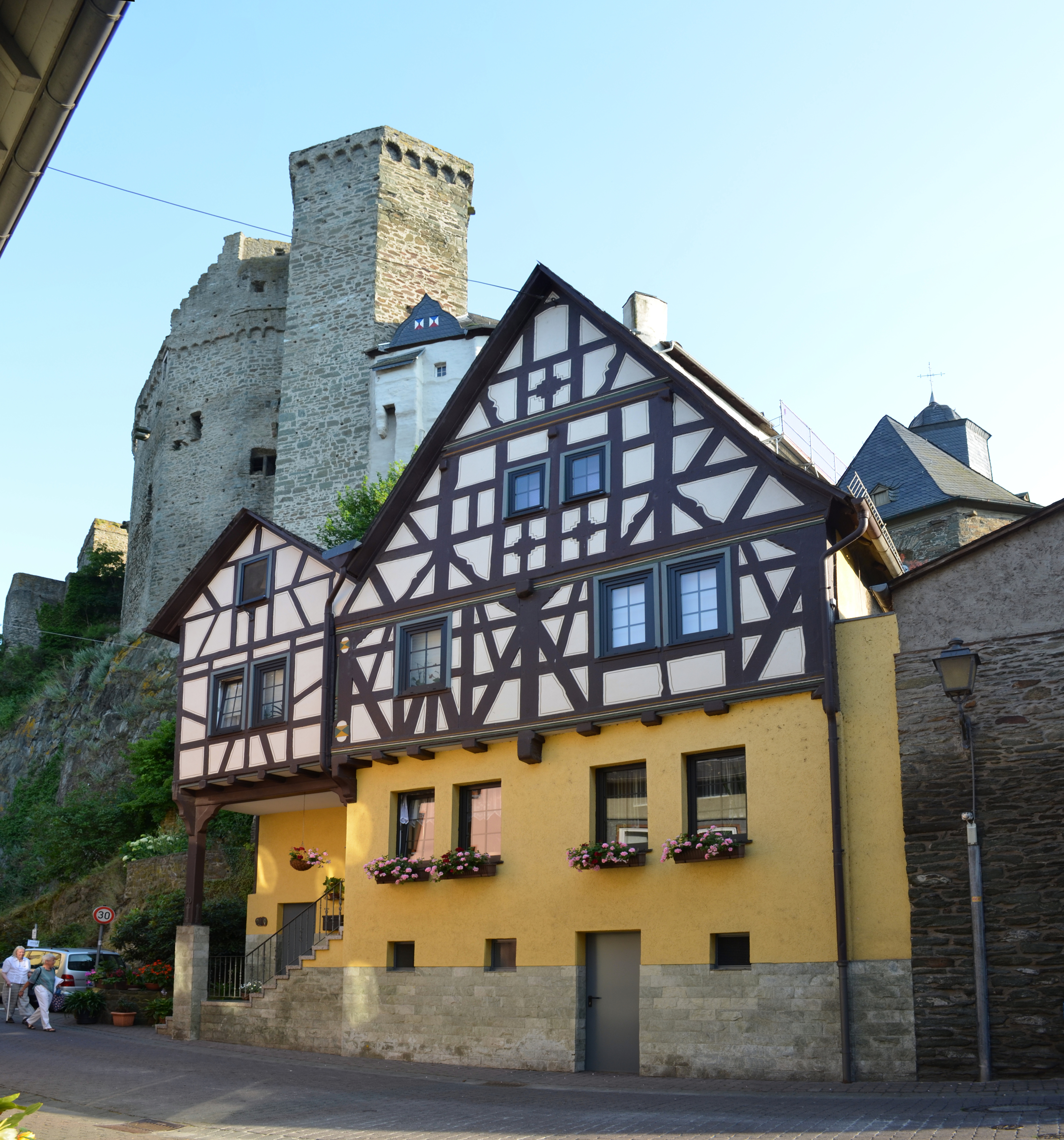
Fachwerkhaus Burgstraße 30 in Runkel

Das Gebäude Burgstraße 30 in Runkel, einer Gemeinde im mittelhessischen Landkreis Limburg-Weilburg, wurde im 18. Jahrhundert errichtet. Das zweigeschossige Fachwerkhaus unterhalb der Burg ist ein geschütztes Kulturdenkmal. 
Der Giebelbau über einem weitgehend erneuerten Untergeschoss hat ein Fachwerkgefüge mit Profilbügen und Kreuzformen. 
Der spätere linke Anbau hat eine offene Treppenvorhalle.